# Irrlicht (album)
Cet article concerne l'album de Klaus Schulze. Pour le moteur de rendu 3D, voir Irrlicht.
Albums de Klaus Schulze
Cyborg
(1973)
Irrlicht est le nom du premier album solo composé par Klaus Schulze, sorti en 1972.
Irrlicht a été enregistré sans synthétiseurs. Le titre complet de l'album est Irrlicht: Quadrophonische Symphonie für Orchester und E-Maschinen (une symphonie quadriphonique pour orchestre et machines électroniques).
En 2005, Klaus Schulze a dit « Irrlicht est plus lié à la musique concrète qu'à l'électronique actuelle. Je ne possédais pas encore de synthétiseur à l'époque. » Il a principalement utilisé un orgue électrique cassé et modifié, un enregistrement d'une répétition d'un orchestre classique jouée à l'envers, ainsi qu'un amplificateur endommagé pour filtrer et altérer les sons qu'il a mixés sur bande pour en faire une symphonie en trois mouvements.

## Titres
| No | Titre                          | Note                               | Durée |
| -- | ------------------------------ | ---------------------------------- | ----- |
| 1. | Erster Satz : Ebene            | (1er mouvement : plaine)           | 23:23 |
| 2. | Zweiter Satz : Gewitter        | (2e mouvement : orage)             | 5:39  |
| 3. | Dritter Satz : Exil Sils Maria | (3e mouvement : exil à Sils Maria) | 21:25 |
| 4. | Dungeon (Cachot)               | bonus sur la réédition de 2006     | 24:00 |

## Influence
Le musicien britannique Chris Carter cite Irrlicht parmi les albums qui ont suscité son intérêt pour la musique électronique, avec Sonic Seasonings de Wendy Carlos (sorti la même année) et les premiers Tangerine Dream. 